# Corbières (región)

Mapa del macizo de las Corbières

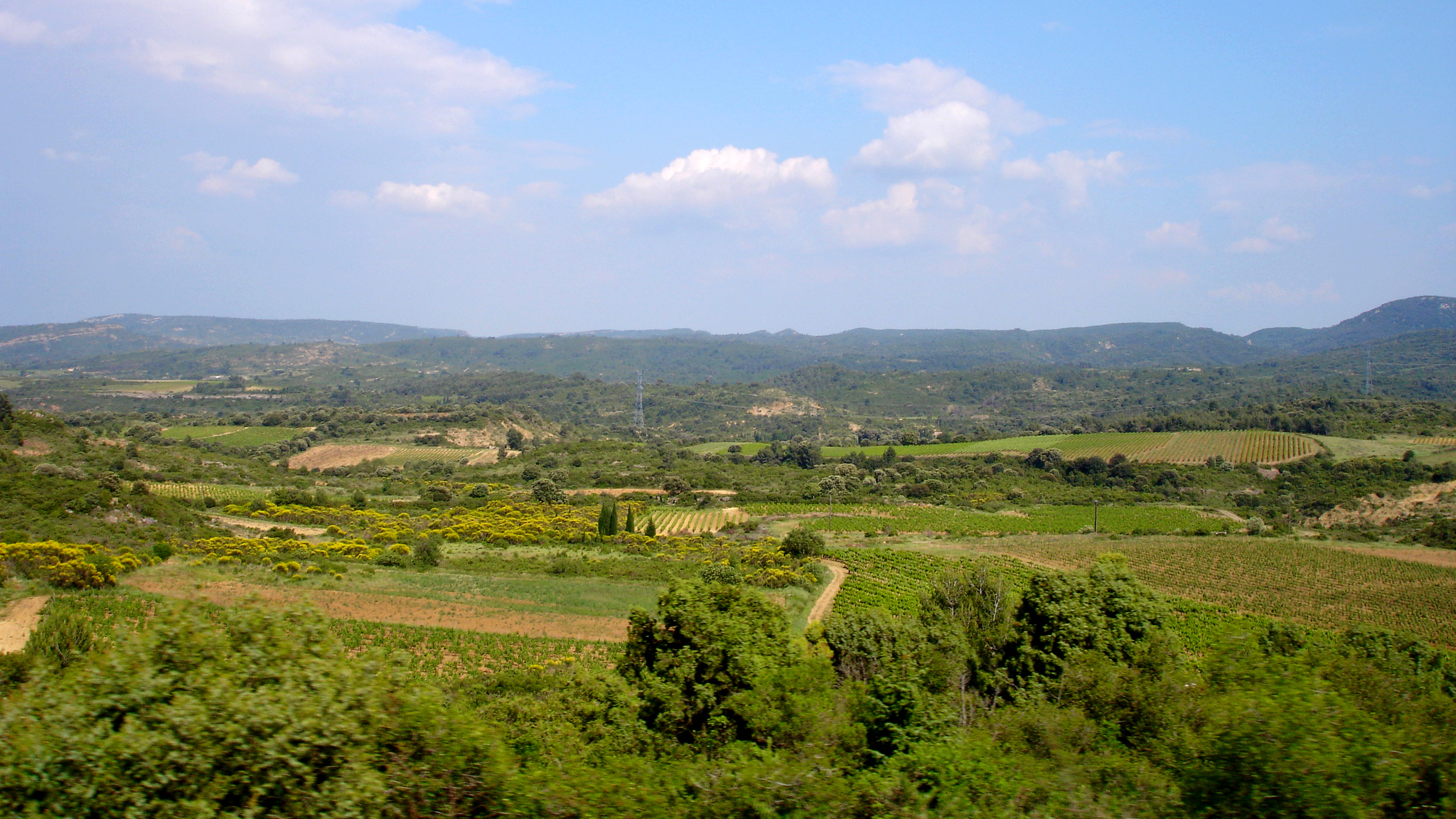
Paisaje de las Corbières desde Villerouge-Termenès.

Las Corbières (en idioma occitano las Corbièras, en catalán les Corberes) es una región natural francesa en Occitania, conocida por sus vinos y viñedos Vignoble de las Corbières con Denominación de Origen AOC desde 1985 y su miel de romero, comercializada bajo el nombre de «Miel de Narbona».

## Geografía
Situada en los departamentos de Pirineos Orientales y sobre todo en el Aude, empieza en el lago de Leucate (o estanque de Salses), cerca de Perpiñán y se extiende hasta Carcasona. Al norte, el río Aude la separa del Minervois. 
El punto más alto del macizo de Corbières es el pico de Bugarach (1230 m).

## Geología
Durante la era primaria, las Corbières eran una penillanura calcárea y de esquistos. Se formaron en la era terciaria
hace 65 millones de años al deslizarse la placa tectónica ibérica sobre el continente europeo, dando lugar a la formación de los Pirineos. 
La región está formada básicamente por estratos primarios de caliza y un pliegue pirenaico (el pico de Bugarach). 
Las Corbières sobre todo están constituidos por rocas calcáreas de 400 a 500 m de altitud sobre el nivel del mar, con escasa o nula vegetación. En las partes más ricas solamente se cultiva la vid. 
Tres cumbres se distinguen sobre este relieve: 
- El pico de Bugarach de 1231 m
- El pico de Alaric de 600 m
- El pico de Tauch de 917 m

## Hidrología
Al oeste y al norte, las Corbières están delimitadas por el río Aude y al sur por el Agly que pasa por las gargantas de Galamus. Varios ríos cruzan las Corbières, como el Lauquet, el Alsou o el Orbieu. Además de los ríos, en las Corbières se encuentran algunos lagos y estanques como el de Sigean o el de Leucate.

## Historia
El cráneo del hombre de Tautavel, de hace 350 000 años fue encontrado en esta región. Es el más antiguo cráneo de Homo erectus encontrado en Francia, en la gruta de Caune de l'Aragon.

## Monumentos y lugares de interés
- Museo de Tautavel
- Castillos cátaros